# NN-274
La carretera NN‑274 es una vía departamental secundaria del departamento de Chinandega en el noroeste de Nicaragua. Con una longitud de 4.54 km, conecta el kilómetro 11 de Palo Grande en el límite municipal de Somotillo y Santo Tomás del Norte, hasta el sector de Los Huatales en el mismo municipio. Esta vía fue inaugurada en 2024 y sirve para mejorar el acceso a comunidades rurales del norte del país.

## Trazado y cruces
La siguiente tabla muestra su recorrido, localidades y principales conexiones:
| km   | Localidad             | Departamento | Conexión / Ruta |
| ---- | --------------------- | ------------ | --------------- |
| 0.0  | Palo Grande (Km 11)   | Chinandega   |                 |
| 2.1  | Zona rural intermedia | Chinandega   |                 |
| 4.54 | Sector Los Huatales   | Chinandega   |                 |